# Halat shaghaf
Halat shaghaf (States of Passion dans la traduction anglophone) est un roman de Nihad Sirees (en) paru en 1998, qui raconte la vie de la communauté banat al-ʿishreh à Alep dans les années 1930. Cette histoire est enchâssée dans un récit-cadre où deux hommes mûrs racontent leurs souvenirs. Les banat al-ʿishreh sont une classe de danseuses-chanteuses qui a réellement existé, et qui sont réputées pour leurs relations amoureuses saphiques. Dans le roman, la meneuse d'une maison de banat, Khojah Bahira, prend l'héroïne Widad sous son aile.
Sarah Gilmartin de Irish Times critique le roman pour son usage de clichés littéraires, dans sa traduction anglophone par Max Weiss. Max Weiss, quant à lui, dans un article encyclopédique, loue le roman dans sa version originale arabophone pour son approche nuancée de la sexualité entre femmes dans l'histoire libanaise, loin des stéréotypes orientalistes.

## Éditions
- (ar) سيريس، نهاد, حالة شغف: رواية, دار عطية للنشر،,‎ 1998 (lire en ligne )
- (en) Nihād Sīrīs (trad. Max Weiss), States of passion, Pushkin Press, 2018 (ISBN 978-1-78227-347-9, OCLC on1022080400)